# Babylon A.D. (album)
Babylon A.D. è il primo album in studio dei Babylon A.D., uscito nel 1989 per l'Etichetta discografica Arista Records.

## Tracce
1. Bang Go the Bells
2. Hammer Swings Down
3. Caught Up in the Crossfire
4. Desperate
5. The Kid Goes Wild
6. Shot o' Love
7. Maryanne
8. Back in Babylon
9. Sweet Temptation
10. Sally Danced

## Formazione
- Derek Davis - voce
- Danny De La Rosa - chitarra
- Ron Freschi - chitarra, voce
- Robb Reid - basso, voce
- Jamey Pacheco - batteria, percussioni